# NGC 14
NGC 14는 페가수스자리 방향에 있는 불규칙 은하이다.